# Vanadium-redox-flow-celle
Vanadium-redox-flow-batteriet eller VRB er en redox-flow-celle og blev opfundet af Professor Maria Skyllas-Kazacos ved University of New South Wales i Australien og har en cyklusvirkningsgrad på 75-90%.
 
Ved en 1 molær opløsning har vanadium-redox-flow-cellen en cellespænding på ca. 1,26-1,6V. Etableringsomkostningerne kan være så lave som 150 USD per kWh (årstal?).
En praktisk installation startet i 2001 hos Hokkaido Electric Power Co. har en forventet membranlevetid på 8 år og forventes at have mere end 16.000 oplade-aflade-cykler. Efter de 8 år kan membranen relativt let udskiftes.
Energitætheden for en 1 molær opløsning er ca. 25 Wh/kg og er derfor bedst egnet til stationære anlæg til f.eks. oplagring af energi fra vindenergi eller energiudligning mellem dag og nat.
I 2011 blev det offentliggjort at Vanadium-redox-flow-cellen nu kan få øget sin energitæthed med 70% og gøres mere stabil.

I Danmark udvikler, producerer og sælger det danske firma VisBlue Redox Flow batterier fra 8 kW med 40 kWh og op efter.